# 秋田県小学校の廃校一覧
秋田県小学校の廃校一覧（あきたけんしょうがっこうのはいこういちらん）は、秋田県内の廃校になった小学校の一覧。対象となるのは、学制改革（1947年）以降に廃校となった小学校、および分校である。学校名は廃校当時のもの。廃校時に小学校が所在していた自治体がその後、合併によって消滅している場合は、現行の自治体に含む。また休校中の県内の小学校（分校）は公式には存続していることとなっているが、現在休校中のそれらは事実上廃校となっている場合が多いため、便宜上本項に記載する。

## 市部

### 秋田市
- 秋田市立新城小学校（1960年新設の秋田市立下新城小学校へ統合）[1]
- 秋田市立中野小学校（同上）[1]
- 秋田市立添川小学校（1964年秋田市立旭川小学校へ統合）[2]
- 秋田市立藤倉小学校（1975年旭川小へ統合）[2]
- 秋田市立八田小学校（2006年秋田市立豊岩小学校へ統合）[3]
- 秋田市立太平小学校木曽石分校（2007年閉校）[4]
- 秋田市立金足東小学校（2010年下新城小へ統合）[1]
- 秋田市立赤平小学校（2010年秋田市立河辺小学校へ統合）[5]
- 秋田市立山谷小学校（2012年秋田市立太平小学校へ統合）[4]
- 秋田市立川添小学校（2016年新設の秋田市立雄和小学校へ統合）[6]
- 秋田市立種平小学校（同上）[6]
- 秋田市立戸米川小学校（同上）[6]
- 秋田市立大正寺小学校（同上）[6]
- 秋田市立上新城小学校（2022年秋田市立飯島南小学校へ統合）[7]
- 秋田市立太平小学校（2025年秋田市立広面小学校へ統合）[8]
- 秋田市立下北手小学校（同上）[8]

河辺町（2005年廃止）
- 河辺町立和田小学校（1971年新設の河辺小へ統合）[5]
- 河辺町立黒沼小学校（同上）[5]
- 河辺町立岩見小学校（1986年新設の秋田市立岩見三内小学校〈当時：河辺町立〉へ統合）[9]
- 河辺町立三内小学校（同上）[9]

雄和町（2005年廃止）
- 雄和町立種平小学校左手子分校（1959年閉校）
- 雄和町立中の沢小学校（1980年大正寺小へ統合）[10]
- 雄和町立種平小学校平尾鳥分校（1981年閉校）[10]

### 能代市
- 能代市立渟城第一小学校（2007年能代市立渟城西小学校と能代市立渟城南小学校へ再編）[11]
- 能代市立渟城第二小学校（同上）[11]
- 能代市立渟城第三小学校（同上）[11]
- 能代市立日影小学校（2008年能代市立向能代小学校へ統合）[12]
- 能代市立二ツ井小学校〈初代〉（2008年新制の能代市立二ツ井小学校〈2代目〉へ統合）[13]
- 能代市立仁鮒小学校（同上）[13]
- 能代市立富根小学校（同上）[13]
- 能代市立切石小学校（同上）[13]
- 能代市立鶴形小学校（2019年能代市立第五小学校へ統合）[14]
- 能代市立崇徳小学校（同上）[15]
- 能代市立常盤小学校（2020年向能代小へ統合）[16]
- 能代市立朴瀬小学校（同上）[16]
- 能代市立竹生小学校（同上）[16]

能代市〈旧〉（2006年廃止）
- 能代市立朴瀬小学校日影分校（1963年閉校）[17]
- 能代市立山谷小学校（1970年常盤小へ統合）[18]

二ツ井町（2006年廃止）
- 二ツ井町立荷上場小学校（1958年二ツ井小〈初代〉へ統合）[19]
- 二ツ井町立仁鮒小学校長五郎沢分校（1966年閉校）
- 二ツ井町立馬子岱小学校（1974年種梅小へ統合）[19]
- 二ツ井町立濁川小学校（1982年仁鮒小へ統合）[19]
- 二ツ井町立種梅小学校（2005年二ツ井小〈初代〉へ統合）[19]
- 二ツ井町立田代小学校（2005年仁鮒小へ統合）[19]
- 二ツ井町立天神小学校（2005年[20]二ツ井小〈初代〉へ統合）

### 横手市
- 横手市立大森小学校〈初代〉（2007年新制の大森小〈2代目〉へ統合）[21]
- 横手市立保呂羽小学校（同上）[21]
- 横手市立大沢小学校（2008年福地小へ統合）[22]
- 横手市立大森小学校〈2代目〉（2009年新制の横手市立大森小学校〈3代目〉へ統合）[21]
- 横手市立白山小学校（同上）[21]
- 横手市立川西小学校（同上）[21]
- 横手市立雄物川北小学校（2015年新設の横手市立雄物川小学校へ統合）[23]
- 横手市立南小学校（同上）[23]
- 横手市立福地小学校（同上）[23]
- 横手市立田根森小学校〈2代目〉（2015年新設の横手市立大雄小学校へ統合）[24]
- 横手市立阿気小学校（同上）[24]
- 横手市立境町小学校（2016年新設の横手市立横手北小学校〈2代目〉へ統合）[25]
- 横手市立黒川小学校（同上）[25]
- 横手市立金沢小学校（同上）[25]
- 横手市立十文字第一小学校（2021年新設の横手市立十文字小学校へ統合）[26]
- 横手市立十文字第二小学校（同上）[26]
- 横手市立植田小学校（同上）[26]
- 横手市立睦合小学校（同上）[26]

横手市〈旧〉（2005年廃止）
- 横手市立大沢小学校（1969年横手南小へ統合）[27]
- 横手市立朝倉小学校〈旧〉（1983年新設の横手市立朝倉小学校へ統合）[28]
- 横手市立杉沢小学校（同上）[28]
- 横手市立横手北小学校〈初代〉（1997年朝倉小へ統合）[28]

増田町（2005年廃止）
- 増田町立小栗山小学校（1982年新設の増田東小へ統合）
- 増田町立上畑小学校（同上）
- 増田町立西成瀬小学校湯野沢分校（1983年閉校）[29]
- 増田町立増田小学校〈旧〉（2002年横手市立増田小学校〈当時：増田町立〉へ統合）[30]
- 増田町立亀田小学校（同上）[30]
- 増田町立西成瀬小学校（同上）[30]
- 増田町立増田東小学校（同上）[30]

雄物川町（2005年廃止）
- 雄物川町立大沢小学校鍛冶台分校（1967年閉校）
- 雄物川町立二井山小学校（1975年沼館小へ統合）
- 雄物川町立里見小学校（1999年新設の南小へ統合）
- 雄物川町立雄南小学校（同上）
- 雄物川町立沼館小学校（2000年新設の雄物川北小へ統合）[31]
- 雄物川町立館合小学校（同上）[31]

大森町（2005年廃止）
- 大森町立白山小学校夏見沢分校（1974年閉校）
- 大森町立白山小学校武道分校（1980年5月20日閉校）
- 大森町立前田小学校（1989年新設の保呂羽小へ統合）
- 大森町立坂部小学校（同上）

十文字町（2005年廃止）
- 十文字町立睦合小学校桑木分校

山内村（2005年廃止）
- 山内村立松川小学校外山分校（1973年6月30日閉校）[32]
- 山内村立松川小学校福万分校（1985年閉校）[33]
- 山内村立吉谷地小学校（1986年山内小〈旧〉へ統合）[34]
- 山内村立山内小学校〈旧〉（1991年新制の横手市立山内小学校〈当時：山内村立〉へ統合）[35]
- 山内村立筏小学校（同上）[36]
- 山内村立松川小学校（同上）[36]
- 山内村立黒沢小学校（同上）[36]
- 山内村立南郷小学校（1992年山内小へ統合）[35]
- 山内村立三又小学校（1997年山内小へ統合）[35]

平鹿町（2005年廃止）
- 平鹿町立醍醐小学校明沢分校（1969年8月20日閉校）[37]
- 平鹿町立醍醐小学校樋ノ口分校（1995年閉校）[37]
- 平鹿町立蛭野小学校（2005年横手市立浅舞小学校〈当時：平鹿町立〉へ統合）[38]

大雄村（2005年廃止）
- 大雄村立田根森小学校〈初代〉（2000年新制の田根森小〈2代目〉へ統合）[39]
- 大雄村立田村小学校（同上）[39]

### 大館市
- 大館市立片山小学校（1958年新設の大館市立城西小学校へ統合）[注釈 1]
- 大館市立古館小学校（同上）
- 大館市立成章小学校曲田分校（1970年閉校）[40]
- 大館市立成章小学校合津冬季分校（1971年閉校）[41]
- 大館市立釈迦内小学校沼館分校（1971年大館市立桂城小学校へ統合）[42]
- 大館市立二井田小学校（1976年新設の大館市立南小学校へ統合）[43]
- 大館市立真中小学校（同上）[43]
- 大館市立杉沢小学校（同上）[43]
- 大館市立成章小学校葛原分校（1982年閉校）[44]
- 大館市立長走小学校（1991年大館市立矢立小学校へ統合）[45]
- 大館市立三岳小学校（2006年大館市立東館小学校へ統合）[46]
- 大館市立山田小学校（2008年大館市立山瀬小学校へ統合）[47]
- 大館市立越山小学校（同上）[47]
- 大館市立岩野目小学校（2008年大館市立早口小学校へ統合）[48]
- 大館市立大葛小学校（2012年東館小へ統合）[46]
- 大館市立雪沢小学校（2014年大館市立長木小学校へ統合）[49]

田代町（2005年廃止）
- 田代町立大野小学校菅谷地分校（1965年閉校）
- 田代町立山田小学校保滝沢分校（1970年閉校）[50]
- 田代町立岩野目小学校千歳分校（1970年7月30日閉校）[50]
- 田代町立越山小学校平滝分校（1977年平滝分校冬季分校へ移行[50]、1991年閉校[51]）
- 田代町立大野小学校（2006年岩野目小へ統合）[48]

山瀬村（1956年廃止）
- 山瀬村立赤川小学校（1962年新設の山瀬小へ統合）[47]
- 山瀬村立岩瀬小学校（同上）[47]

比内町（2005年廃止）
- 比内町立八木橋小学校小泉分校（1947年閉校）
- 比内町立大葛小学校丹内分校（1961年閉校）
- 比内町立立又小学校（1973年大館市立西館小学校〈当時：比内町立〉へ統合）[52]
- 比内町立東館小学校第一分校（1981年2月28日閉校）[46]
- 比内町立八木橋小学校（2002年西館小へ統合）[52]

### 男鹿市
- 男鹿市立椿小学校（2005年船川南小へ統合）[53]
- 男鹿市立男鹿中小学校（2005年男鹿市立船川第一小学校へ統合）[54]
- 男鹿市立脇本第二小学校（2007年男鹿市立脇本第一小学校へ統合）[55]
- 男鹿市立五里合小学校（2014年鵜木小と統合し男鹿市立美里小学校へ）[53]
- 男鹿市立鵜木小学校（2014年五里合小と統合し美里小へ）[53]
- 男鹿市立野石小学校（2015年美里小へ統合）[53]
- 男鹿市立船川南小学校（2016年船川第一小へ統合）[54]
- 男鹿市立払戸小学校（2025年男鹿市立船越小学校へ統合）[8]
- 男鹿市立北陽小学校（2025年船川第一小へ統合）[8]

男鹿市〈旧〉（2005年廃止）
- 男鹿市立増川小学校（1959年船川第一小の一部と統合し船川南小へ）[53]
- 男鹿市立安全寺小学校（1987年鹿山小へ統合）[53]
- 男鹿市立加茂青砂小学校（2001年新設の男鹿市立北陽小学校へ統合）[56]
- 男鹿市立戸賀小学校（同上）[56]
- 男鹿市立鹿山小学校（同上）[56]
- 男鹿市立北磯小学校（同上）[56]
- 男鹿市立船川第二小学校（2004年船川第一小へ統合）[57]

琴浜村（1970年若実町に町制施行・2005年廃止）
- 琴浜村立野石小学校五明光冬季分校（1967年）[58]

### 湯沢市
- 湯沢市立坊ヶ沢小学校（2005年高松小へ統合）[59]
- 湯沢市立湯沢東小学校〈初代〉（2011年統合により湯沢市立湯沢東小学校〈2代目〉へ）[60]
- 湯沢市立岩崎小学校（同上）[60]
- 湯沢市立湯沢北小学校（同上）[60]
- 湯沢市立高松小学校（2011年須川小へ統合）[61]
- 湯沢市立中山小学校（2011年秋ノ宮小へ統合）[62]
- 湯沢市立横掘小学校（2015年統合により湯沢市立雄勝小学校へ）[63]
- 湯沢市立院内小学校（同上）[63]
- 湯沢市立秋ノ宮小学校（同上）[63]
- 湯沢市立小野小学校（同上）[63]
- 湯沢市立三関小学校（2021年湯沢市立湯沢西小学校へ統合）[64]
- 湯沢市立須川小学校（同上）[64]
- 湯沢市立稲庭小学校（2022年統合により湯沢市立稲川小学校へ）[65]
- 湯沢市立三梨小学校（同上）[65]
- 湯沢市立川連小学校（同上）[65]
- 湯沢市立駒形小学校（同上）[65]

湯沢市〈旧〉（2005年廃止）
- 湯沢市立坊ヶ沢小学校上新田分校（1971年閉校）
- 湯沢市立坊ヶ沢小学校川原毛分校（1971年閉校）
- 湯沢市立坊ヶ沢小学校下ノ岱分校（1972年閉校）
- 湯沢市立山田小学校蓮花台分校（1972年7月26日閉校）[66]
- 湯沢市立坊ヶ沢小学校泥湯分校（1975年閉校）
- 湯沢市立弁天小学校（1978年幡野小と統合し湯沢北小へ）
- 湯沢市立幡野小学校（1978年弁天小と統合し湯沢北小へ）
- 湯沢市立坊ヶ沢小学校新田分校（2003年閉校）[67]

湯沢町（1954年廃止）
- 湯沢町立湯沢小学校（1950年湯沢東小〈初代〉と湯沢西小へ分割）[68]

雄勝町（2005年廃止）
- 雄勝町立中山小学校川連分校（1963年）
- 雄勝町立湯ノ岱小学校畑分校（1970年）
- 雄勝町立湯ノ岱小学校矢地ノ沢分校（1971年）
- 雄勝町立院内小学校南沢分校（1976年）[69]
- 雄勝町立湯ノ岱小学校（2003年中山小へ統合）[67]

三梨村（1956年稲庭川連町を新設・1966年稲川町に改称・2005年廃止）
- 三梨村立三梨小学校〈旧〉（1959年宮田小と統合し稲庭川連町立三梨宮田小学校となり、1960年三梨小へ）[70]
- 三梨村立宮田小学校（1959年三梨小〈旧〉と統合し三梨宮田小となり、1960年三梨小へ）[70]

皆瀬村（2005年廃止）
- 皆瀬村立小安小学校羽場分校（1959年閉校）[71]
- 皆瀬村立立岩小学校（1965年皆瀬小〈初代〉開校に伴い閉校）[72]
- 皆瀬村立立岩小学校落合分校（1966年1月皆瀬小〈初代〉へ統合）[73]
- 皆瀬村立小安小学校湯元分校（1968年閉校）[72]
- 皆瀬村立奥宮小学校（1978年皆瀬小〈初代〉へ統合）[72]
- 皆瀬村立皆瀬小学校雨沼冬季分校（1980年11月閉校）[74]
- 皆瀬村立奥宮小学校若畑冬季分校（1981年閉校）[75]
- 皆瀬村立皆瀬小学校沖ノ沢冬季分校（1982年閉校）[76]
- 皆瀬村立生内小学校（1994年皆瀬小〈初代〉へ統合）[72]
- 皆瀬村立皆瀬小学校〈初代〉（2006年新制の湯沢市立皆瀬小学校〈当時：皆瀬村立〉へ統合）[72]
- 皆瀬村立小安小学校（同上）[72]

### 鹿角市
- 鹿角市立下川原小学校（1967年柴内小と統合し花輪北小へ）[77]
- 鹿角市立柴内小学校（1967年下川原小と統合し花輪北小へ）[77]
- 鹿角市立中滝小学校大清水分校（1973年5月26日）[78]
- 鹿角市立中滝小学校田代分校（1973年5月26日閉校するも同年12月1日冬季分校として再開、2009年鹿角市立大湯小学校田代分校となり、2013年休校、2015年閉校）[79]
- 鹿角市立花輪小学校花軒田分校（1975年）[80]
- 鹿角市立毛馬内小学校（1976年錦木小と統合し鹿角市立十和田小学校へ）[81]
- 鹿角市立錦木小学校（1976年毛馬内小と統合し十和田小へ）[81]
- 鹿角市立中滝小学校（2009年大湯小へ統合）[82]
- 鹿角市立十和田小学校山根分校（2011年）[81]
- 鹿角市立草木小学校（2019年大湯小へ統合）[83]
- 鹿角市立末広小学校（2019年十和田小へ統合）[84]
- 鹿角市立花輪北小学校（2021年平元小と統合し鹿角市立柴平小学校へ）[85]
- 鹿角市立平元小学校（2021年花輪北小と統合し柴平小へ）[85]

尾去沢町（1972年廃止）
- 尾去沢町立尾去沢小学校尾去分校（1961年）[86]

十和田町（1972年廃止）
- 十和田町立大湯小学校小国分校[79]（廃校時期不明）
- 十和田町立大湯小学校不老倉分校（1949年5月30日）[79]
- 十和田町立大湯小学校扇平分校（1971年）[79]

八幡平村（1972年廃止）
- 八幡平村立熊沢小学校切留平分校（1968年）
- 八幡平村立宮麓小学校（1971年統合により鹿角市立八幡平小学校〈当時：八幡平村立〉へ）[87]
- 八幡平村立曙小学校（同上）[87]
- 八幡平村立熊沢小学校（同上）[87]
- 八幡平村立長谷川小学校（同上）[87]
- 八幡平村立湯瀬小学校（同上）[87]
- 八幡平村立夏井小学校（同上）[87]

### 由利本荘市
- 由利本荘市立高瀬小学校（2011年新設の由利本荘市立東由利小学校へ統合）[88]
- 由利本荘市立八塩小学校（同上）[88]
- 由利本荘市立北内越小学校（2013年由利本荘市立新山小学校へ統合）[89]
- 由利本荘市立川内小学校（2013年新設の由利本荘市立鳥海小学校へ統合）[90]
- 由利本荘市立笹子小学校（同上）[90]
- 由利本荘市立直根小学校（同上）[90]
- 由利本荘市立亀田小学校（2014年新設の由利本荘市立岩城小学校へ統合）[91]
- 由利本荘市立松ヶ崎小学校（同上）[91]
- 由利本荘市立道川小学校（同上）[91]
- 由利本荘市立上川大内小学校（2016年新設の由利本荘市立大内小学校へ統合）[92]
- 由利本荘市立下川大内小学校（同上）[92]
- 由利本荘市立石沢小学校（2021年由利本荘市立小友小学校へ統合）[93]

本荘市（2005年廃止）
- 本荘市立鶴舞東小学校〈初代〉（1964年統合により鶴舞東小〈2代目〉となり、1966年新山小へ改称）[94]
- 本荘市立南内越小学校（同上）[94]
- 本荘市立松ヶ崎小学校深沢分校（同上）[94]
- 本荘市立石沢小学校山内分校（1966年閉校）[95]
- 本荘市立小友小学校金山分校（1968年7月1日）[96]
- 本荘市立子吉小学校葛法分校（1969年閉校）[97]
- 本荘市立北内越小学校赤田分校（1969年7月）[98]

矢島町（2005年廃止）
- 矢島町立矢島小学校立石分校（1965年閉校）[99]
- 矢島町立矢島小学校川辺分校（1971年閉校）[99]
- 矢島町立矢島小学校軽井沢分校（1972年閉校）[99]
- 矢島町立矢島小学校元町分校（1972年閉校）[99]
- 矢島町立矢島小学校金ケ沢分校（1972年閉校）[99]
- 矢島町立矢島小学校熊の子沢分校（1972年閉校）[99]
- 矢島町立矢島小学校十二ケ沢分校（1972年閉校）[99]
- 矢島町立矢島小学校谷地沢分校（1978年閉校）[99]

岩城町（2005年廃止）
- 岩城町立道川小学校君ヶ野分校（1967年閉校）[100]

由利町（2005年廃止）
- 由利町立西沢小学校西上原分校
- 由利町立前郷小学校金山冬季分校（1966年閉校）[101]
- 由利町立西沢小学校東由利原分校（1967年閉校）
- 由利町立西沢小学校南由利原分校（1980年閉校）[102]
- 由利町立西沢小学校（1989年由利町立鮎川小学校へ統合）[103]
- 由利町立前郷小学校（2004年新設の由利本荘市立由利小学校〈当時：由利町立〉へ統合）[57]
- 由利町立西滝沢小学校（同上）[57]
- 由利町立鮎川小学校（同上）[57]

東由利町（2005年廃止）
- 東由利町立蔵小学校〈初代〉（1974年法内小と統合し蔵小〈2代目〉へ）[88]
- 東由利町立法内小学校（1974年蔵小〈初代〉と統合し蔵小〈2代目〉へ）[88]
- 東由利町立老方小学校祝沢分校（1978年）[104]
- 東由利町立宿小学校（1981年袖山小と統合し大琴小へ）[105]
- 東由利町立袖山小学校（1981年宿小と統合し大琴小へ）[105]
- 東由利町立大琴小学校沼分校（1981年休校、1990年廃校）
- 東由利町立住吉小学校（1982年玉米小と統合し八塩小へ)[88]
- 東由利町立玉米小学校（1982年住吉小と統合し八塩小へ）[88]
- 東由利町立高瀬小学校高村分校（1983年休校、1989年廃校）
- 東由利町立蔵小学校〈2代目〉（1984年老方小と統合し高瀬小へ）[88]
- 東由利町立老方小学校（1984年蔵小〈2代目〉と統合し高瀬小へ）[88]
- 東由利町立大琴小学校大台分校（1988年宿小学校大台分校から改称、1994年休校、1997年廃校）[105]
- 東由利町立大琴小学校（2002年高瀬小へ統合）[88]

大内町（2005年廃止）
- 大内町立岩谷小学校徳沢分校（1960年閉校）[106]
- 大内町立羽広小学校（1971年由利本荘市立上川大内小学校〈当時：大内町立〉へ統合）[107]
- 大内町立滝小学校（同上）[107]
- 大内町立上川小学校軽井沢分校（同上）[107]
- 大内町立下川大内小学校〈旧〉（1980年新設の由利本荘市立下川大内小学校〈当時：大内町立〉へ統合）[108]
- 大内町立高尾小学校（同上）[108]
- 大内町立葛岡小学校（同上）[108]

鳥海町（2005年廃止）
- 鳥海町立直根小学校上直根分校（1981年閉校）[109]
- 鳥海町立百宅小学校（1984年由利本荘市立直根小学校〈当時：鳥海町立〉へ統合）[109]
- 鳥海町立直根小学校猿倉分校（同上）[109]
- 鳥海町立小川小学校（1993年由利本荘市立川内小学校〈当時：鳥海町立〉へ統合）[110]

鳥海村（1980年鳥海町へ町制施行）
- 鳥海村立直根小学校手代沢分校（1961年閉校）[109]
- 鳥海村立直根小学校袖川分校（1968年閉校）[109]
- 鳥海村立笹子小学校大平分校（1972年閉校）
- 鳥海村立小川小学校村木分校（1978年閉校）
- 鳥海村立笹子小学校野宅分校（1978年閉校）
- 鳥海村立笹子小学校西久米分校（1978年閉校）
- 鳥海村立笹子小学校上椿分校（1978年閉校）
- 鳥海村立笹子小学校水無冬季分校（1971年休校[111]、1978年閉校[112]）
- 鳥海村立笹子小学校針水分校（1978年閉校）

### 潟上市
- 潟上市立大久保小学校（2012年豊川小と統合し潟上市立大豊小学校へ）[113]
- 潟上市立豊川小学校（2012年大久保小と統合し大豊小へ）[113]
- 潟上市立東湖小学校（2025年潟上市立天王小学校へ統合）[8]

### 大仙市
- 大仙市立荒川小学校〈2代目〉（2008年統合により大仙市立協和小学校へ）[114]
- 大仙市立稲沢小学校（同上）[114]
- 大仙市立峰吉川小学校（同上）[114]
- 大仙市立船岡小学校〈3代目〉（同上）[114]
- 大仙市立淀川小学校〈2代目〉（同上）[114]
- 大仙市立小種小学校（同上）[114]
- 大仙市立刈和野小学校（2012年統合により大仙市立西仙北小学校へ）[115]
- 大仙市立土川小学校（同上）[115]
- 大仙市立双葉小学校（同上）[115]
- 大仙市立大沢郷小学校〈2代目〉（同上）[115]
- 大仙市立神宮寺小学校（2012年北神小と統合し大仙市立神岡小学校へ）[116]
- 大仙市立北神小学校（2012年神宮寺小と統合し神岡小へ）[116]
- 大仙市立南楢岡小学校（2012年南外西小と統合し大仙市立南外小学校へ）[117]
- 大仙市立南外西小学校（2012年南楢岡小と統合し南外小へ）[117]
- 大仙市立豊川小学校（2021年豊岡小と統合し大仙市立豊成小学校へ）[118]
- 大仙市立豊岡小学校（2021年豊川小と統合し豊成小へ）[118]

大曲市（2005年廃止）
- 大曲市立大曲小学校川の目分校（1970年）[119]
- 大曲市立角間川小学校布晒分校（1971年）[120]
- 大曲市立中山小学校（1975年大仙市立内小友小学校〈当時：大曲市立〉へ統合）[121]
- 大曲市立松倉小学校（2001年大仙市立四ツ屋小学校〈当時：大曲市立〉へ統合）[122]

神岡町（2005年廃止）
- 神岡町立北楢岡小学校（1960年神清水小と統合し北神小へ）[123]
- 神岡町立神清水小学校（1960年北楢岡小と統合し北神小へ）[123]
- 神岡町立神宮寺小学校蒲分校（1968年）[124]

中仙町（2005年廃止）
- 中仙町立長野小学校（1970年統合により大仙市立中仙小学校〈当時：中仙町立〉へ）[125]
- 中仙町立鎚見内小学校（同上）[125]
- 中仙町立鶯野小学校（同上）[125]

西仙北町（2005年廃止）
- 西仙北町立強首小学校（1964年寺館小と統合し双葉小へ）[126]
- 西仙北町立寺館小学校（1964年強首小と統合し双葉小へ）[126]
- 西仙北町立土川小学校田ノ沢分校（1976年）[115]
- 西仙北町立小杉山小学校（1977年土川小へ統合）[115]
- 西仙北町立心像小学校（同上）[115]
- 西仙北町立大沢郷小学校〈初代〉（1987年大沢郷西小と統合し大沢郷小〈2代目〉へ）[127]
- 西仙北町立大沢郷西小学校（1987年大沢郷小〈初代〉と統合し大沢郷小〈2代目〉へ）[127]
- 西仙北町立大沢郷東小学校（1996年刈和野小へ統合）[115]

協和町（2005年廃止）
- 協和町立宮田又小学校（1965年）
- 協和町立船岡小学校〈初代〉（1962年宇津野小と統合し船岡小〈2代目〉へ）[128]
- 協和町立宇津野小学校（1962年船岡小〈初代〉と統合し船岡小〈2代目〉へ）[128]
- 協和町立船岡小学校船沢分校（1971年）
- 協和町立荒川小学校〈初代〉（1977年大盛小と統合し荒川小〈2代目〉へ）[114]
- 協和町立大盛小学校（1977年荒川小〈初代〉と統合し荒川小〈2代目〉へ）[114]
- 協和町立大盛小学校徳瀬分校（同上）[注釈 2]
- 協和町立淀川小学校〈初代〉（1980年中淀川小と統合し淀川小〈2代目〉へ）[114]
- 協和町立中淀川小学校（1980年淀川小〈初代〉と統合し淀川小〈2代目〉へ）[114]
- 協和町立船岡小学校〈2代目〉（1982年沢内小と統合し船岡小〈3代目〉へ）[128]
- 協和町立沢内小学校（1982年船岡小〈2代目〉と統合し船岡小〈3代目〉へ）[128]

南外村（2005年廃止）
- 南外村立及位小学校（1965年外小友小と統合し南外西小へ）[129]
- 南外村立外小友小学校（1965年及位小と統合し南外西小へ）[129]
- 南外村立南外西小学校逆川分校（及位小学校逆川分校から改称、1971年廃校）[130]
- 南外村立南外西小学校夏桑分校（外小友小学校夏桑分校から改称、1985年廃校）[130]

### 北秋田市
- 北秋田市立竜森小学校（2009年鷹巣南小へ統合）[131]
- 北秋田市立合川南小学校（1955年下小阿仁小から改称、2012年合川西小と統合し北秋田市立合川小学校へ）[132]
- 北秋田市立合川西小学校（2012年合川南小と統合し合川小へ）[132]
- 北秋田市立浦田小学校（2013年北秋田市立米内沢小学校へ統合）[133]
- 北秋田市立合川東小学校（2015年合川小へ統合）[132]
- 北秋田市立合川北小学校（同上）[132]
- 北秋田市立鷹巣西小学校（2016年鷹巣小へ統合）[134]
- 北秋田市立鷹巣中央小学校（2021年鷹巣南小と統合し北秋田市立清鷹小学校へ）[135]
- 北秋田市立鷹巣南小学校（2021年鷹巣中央小と統合し清鷹小へ）[135]
- 北秋田市立阿仁合小学校〈2代目〉（2023年大阿仁小〈2代目〉および北秋田市立阿仁中学校と統合し北秋田市立義務教育学校阿仁学園へ）[136]
- 北秋田市立大阿仁小学校〈2代目〉（2023年阿仁合小〈2代目〉および阿仁中と統合し阿仁学園へ）[136]
- 北秋田市立前田小学校（2024年北秋田市立米内沢小学校へ統合）[137]

鷹巣町（2005年廃止）
- 鷹巣町立天神小学校（鷹巣町(七座村)から分離、二ツ井町立天神小学校となり、2005年二ツ井小へ統合）
- 鷹巣町立綴子小学校糠沢分校（1964年）[138]
- 鷹巣町立坊山小学校（1956年沢口小〈のち：鷹巣中央小〉坊山分校から改称、1969年七日市小と統合し鷹巣南小へ）[139]
- 鷹巣町立七日市小学校（1956年坊山小と統合し鷹巣南小へ）[139]
- 鷹巣町立葛黒小学校（1970年竜森小へ統合）[131]
- 鷹巣町立坊沢小学校（1971年統合により鷹巣西小へ）[134]
- 鷹巣町立七座小学校（同上）[134]
- 鷹巣町立黒沢小学校（同上）[134]
- 鷹巣町立緑ヶ丘小学校（1956年坊沢小觀音堂岱分校から改称、1971年鷹巣西小へ[134]）
- 鷹巣町立綴子小学校岩谷分校（1979年）[注釈 3]

阿仁町（2005年廃止）
- 阿仁町立荒瀬小学校露熊分校（1968年閉校）[140]
- 阿仁町立阿仁合小学校鍵ノ滝分校（1969年閉校）[141]
- 阿仁町立阿仁合小学校〈初代〉（1978年新制の阿仁合小〈2代目〉へ統合）[142]
- 阿仁町立阿仁合小学校萱草分校（同上）[142]
- 阿仁町立伏影小学校（同上）[142]
- 阿仁町立三枚小学校（同上）[142]
- 阿仁町立荒瀬小学校（同上）[143]
- 阿仁町立大阿仁小学校〈初代〉（1995年新制の大阿仁小〈2代目〉へ統合）[144]
- 阿仁町立中村小学校（同上）[144]
- 阿仁町立根子小学校（1998年阿仁合小〈2代目〉へ統合）[142]

森吉町（2005年廃止）
- 森吉町立森吉小学校砂子沢分校（1953年閉校）[145]
- 森吉町立前田小学校根森田分校（1959年分室へ降格、1964年閉校）[146]
- 森吉町立米内沢小学校大野台分校（1965年10月）[133]
- 森吉町立湯の岱小学校（1972年）[145]
- 森吉町立森吉小学校小滝分校（1977年）[145]
- 森吉町立森吉小学校桐内沢分校（1980年）[145]
- 森吉町立森吉小学校（1992年）[147]

合川町（2005年廃止）
- 合川町立合川南小学校根田分校（1956年閉校）[148]

下小阿仁村（1955年廃止）
- 下小阿仁村立下小阿仁小学校鎌沢分校（1949年5月16日閉校）[149]

### にかほ市
- にかほ市立釜ヶ台小学校（2010年にかほ市立院内小学校へ統合）[150]
- にかほ市立小出小学校（2015年院内小へ統合）[151]
- にかほ市立上浜小学校（2018年にかほ市立象潟小学校へ統合）[152]
- にかほ市立上郷小学校（同上）[152]

象潟町（2005年廃止）
- 象潟町立上浜小学校関分校（1973年）[153]
- 象潟町立上浜小学校小砂川分校（1973年）[153]
- 象潟町立上浜小学校観音森分校（1976年）[153]

上郷村（1955年廃止）
- 上郷村立上郷小学校長岡分校（1952年6月10日）[154]
- 上郷村立上郷小学校横岡分校（1966年3月11日）[154]

仁賀保町（2005年廃止）
- 仁賀保町立小出小学校桂坂分校
- 仁賀保町立釜ケ台小学校上坂分校

院内村（2005年廃止）
- 院内村立釜ケ台小学校冬師分校（1949年）

### 仙北市
- 仙北市立桧木内小学校〈旧〉（2007年上桧木内小と統合し仙北市立桧木内小学校〈新〉へ）[155]
- 仙北市立上桧木内小学校（2007年桧木内小〈旧〉と統合し桧木内小〈新〉へ）[155]
- 仙北市立角館西小学校（2008年統合により仙北市立角館小学校へ）[156]
- 仙北市立角館東小学校（同上）[156]
- 仙北市立西長野小学校（同上）[156]
- 仙北市立中川小学校（2020年角館小へ統合）[157]
- 仙北市立白岩小学校（2025年角館小へ統合）[8]

角館町（2005年廃止）
- 角館町立中川小学校川崎分校（1962年）[158]

田沢湖町（2005年廃止）
- 田沢湖町立生保内小学校春山分校
- 田沢湖町立玉川小学校小沢分校（1957年）
- 田沢湖町立梅沢小学校（1963年統合により仙北市立神代小学校〈当時：田沢湖町立〉へ）[159]
- 田沢湖町立小松小学校（同上）[159]
- 田沢湖町立岡崎小学校（同上）[159]
- 田沢湖町立生保内小学校高野分校（1970年）[160]
- 田沢湖町立生保内小学校潟分校（1974年）[161]
- 田沢湖町立玉川小学校（1979年）
- 田沢湖町立玉川小学校宝仙台分校（1979年）
- 田沢湖町立生保内小学校〈旧〉（2004年田沢小と統合し仙北市立生保内小学校〈当時：田沢湖町立〉へ）[162]
- 田沢湖町立田沢小学校（2004年生保内小〈旧〉と統合し生保内小〈新〉へ）[162]

田沢村（1956年廃止）
- 田沢村立田沢小学校先達分校（1956年以前）

西木村（2005年廃止）
- 西木村立上桧木内小学校戸沢分校（1966年）
- 西木村立西明寺小学校潟野分校（1966年）[163]
- 西木村立西明寺小学校潟尻分校（1966年）[163]
- 西木村立桧木内小学校相内潟分校（1972年）

## 郡部

### 鹿角郡
小坂町
- 小坂町立小坂小学校堀内分校（1948年）[164]
- 小坂町立元山小学校（1966年小坂町立小坂小学校へ統合）[164]
- 小坂町立小坂小学校上向分校（1970年8月21日）[164]
- 小坂町立川上小学校（2001年小坂小へ統合）[164]
- 小坂町立十和田小学校（2011年小坂小へ統合）[164]
- 小坂町立七滝小学校（2013年小坂小へ統合）[164]

### 北秋田郡
上小阿仁村
- 上小阿仁村立沖田面小学校南沢分校（1968年6月閉校）[165]
- 上小阿仁村立沖田面小学校萩形分校（1969年11月3日閉校）[166]
- 上小阿仁村立沖田面小学校大錠冬季分校[167]（1972年閉校）[165]
- 上小阿仁村立仏社小学校（1973年小沢田小へ統合）[165]
- 上小阿仁村立小沢田小学校折渡分校（仏社小学校折渡分校から改称、1974年8月閉校）[165]
- 上小阿仁村立小沢田小学校屋布分校（1975年8月閉校）[165]
- 上小阿仁村立沖田面小学校八木沢分校（1983年閉校）[165]
- 上小阿仁村立沖田面小学校中茂分校（1986年閉校）[165]
- 上小阿仁村立小沢田小学校（2007年新設の上小阿仁村立上小阿仁小学校へ統合）[165]
- 上小阿仁村立沖田面小学校（同上）[165]

### 山本郡
八峰町
- 八峰町立岩子小学校（2008年水沢小へ統合）[168]
- 八峰町立八森小学校〈旧〉（2009年統合により八峰町立八森小学校〈新〉へ）[169]
- 八峰町立岩館小学校（同上）[169]
- 八峰町立観海小学校（同上）[169]
- 八峰町立水沢小学校（2016年塙川小と統合し八峰町立峰浜小学校へ）[168]
- 八峰町立塙川小学校（2016年水沢小と統合し峰浜小へ）[168]

藤里町
- 藤里町立金沢小学校太良分校（1961年閉校）[170]
- 藤里町立米田小学校大開分校（1965年閉校）[170]
- 藤里町立米田小学校大野岱分校（1972年閉校）[170]
- 藤里町立藤琴小学校（1972年新設の藤里小へ統合）[171]
- 藤里町立大沢小学校（同上）[171]
- 藤里町立粕毛小学校（同上）[171]
- 藤里町立大沢小学校名不知分校（藤琴小学校名不知分校から改称、1972年閉校）[170]
- 藤里町立坊中小学校奥小比内分校（藤琴小学校奥小比内分校から改称、1973年閉校）[170]
- 藤里町立金沢小学校（1983年閉校）[170]
- 藤里町立坊中小学校（2000年閉校）[170]
- 藤里町立米田小学校（2008年藤里小へ統合）
- 藤里町立藤里小学校（2023年藤里町立藤里中学校と統合し藤里町立義務教育学校藤里学園へ）[172]

三種町
- 三種町立鹿渡小学校（2009年統合により三種町立琴丘小学校へ）[173]
- 三種町立鯉川小学校（同上）[173]
- 三種町立上岩川小学校（同上）[173]
- 三種町立下岩川小学校（2022年三種町立森岳小学校へ統合）[174]

八竜町（2006年廃止）
- 八竜町立浜口小学校芦崎分校（1999年）[175]

### 南秋田郡
五城目町
- 五城目町立馬川小学校（1966年4月五城目町立五城目小学校と統合するも同年8月分離、1970年再統合）[176]
- 五城目町立富津内西小学校（1968年五城目小へ統合）[176]
- 五城目町立杉沢小学校北の又分校（1971年）
- 五城目町立富津内小学校（1969年9月22日富津内東小から改称、2003年五城目小へ統合）[176]
- 五城目町立杉沢小学校（2006年）[177]
- 五城目町立内川小学校（2010年五城目小へ統合）[176]
- 五城目町立馬場目小学校（2013年五城目小へ統合）[176]
- 五城目町立大川小学校（2015年五城目小へ統合）[176]

八郎潟町
- 八郎潟町立一日市小学校[178]（1976年統合により八郎潟町立八郎潟小学校へ[179]）
- 八郎潟町立面潟小学校[178]（同上）
- 八郎潟町立高岡小学校[178]（同上）

井川町
- 井川町立井川小学校（2018年井川中と統合し井川町立井川義務教育学校へ）[180]

井川村（1974年井川町へ町制施行）
- 井川村立井川東小学校（1971年井川西小と統合し井川小東校舎となり、1972年完全統合）[181]
- 井川村立井川西小学校（1971年井川東小と統合し井川小西校舎となり、1972年完全統合）[181]

### 仙北郡
美郷町
- 美郷町立六郷小学校〈旧〉（2010年六郷東根小と統合し美郷町立六郷小学校〈新〉へ）[182]
- 美郷町立六郷東根小学校（2010年六郷小〈旧〉と統合し六郷小〈新〉へ）[182]
- 美郷町立千屋小学校（2013年千畑南小と統合し美郷町立千畑小学校へ）[183]
- 美郷町立千畑南小学校（2013年千屋小と統合し千畑小へ）[183]
- 美郷町立仙南東小学校（2013年統合により美郷町立仙南小学校へ）[184]
- 美郷町立仙南西小学校（同上）[184]
- 美郷町立金沢小学校（同上）[184]

仙畑村（1986年仙畑町へ町制施行・2004年廃止）
- 千畑村立千屋小学校本堂分校（1969年）[183]
- 千畑村立千屋小学校浪花分校（1969年）[183]
- 千畑村立畑屋西小学校（1972年畑屋東小と統合し千畑南小へ）[183]
- 千畑村立畑屋東小学校（1972年畑屋西小と統合し千畑南小へ）[183]

六郷町（2004年廃止）
- 六郷町立六郷東根小学校湯田分校（1974年）
- 六郷町立本館小学校（1983年六郷小へ統合）[182]

### 雄勝郡
羽後町
- 羽後町立軽井沢小学校蒐沢分校（1994年）[185]
- 羽後町立上仙道小学校（1996年仙道小へ統合）[186]
- 羽後町立西馬音内小学校田沢分校（2002年）[187]
- 羽後町立田代小学校〈初代〉（2004年統合により田代小〈2代目〉へ）[185]
- 羽後町立軽井沢小学校（同上）[185]
- 羽後町立上到米小学校（同上）[185]
- 羽後町立飯沢小学校（2005年元西小へ統合）[188]
- 羽後町立明通小学校（2007年西馬音内小〈初代〉へ統合）[187]
- 羽後町立明治小学校（2008年新成小と統合し羽後町立羽後明成小学校へ）[185]
- 羽後町立新成小学校（2008年明治小と統合し羽後明成小へ）[185]
- 羽後町立田代小学校〈2代目〉（2016年仙道小と統合し羽後町立高瀬小学校へ）[189]
- 羽後町立仙道小学校（2016年田代小〈2代目〉と統合し高瀬小へ）[189]
- 羽後町立西馬音内小学校〈初代〉（2016年元西小と統合し羽後町立西馬音内小学校〈2代目〉へ）[190]
- 羽後町立元西小学校（2016年西馬音内小〈初代〉と統合し西馬音内小〈2代目〉へ）[190]

東成瀬村
- 東成瀬村立大柳小学校仁郷分校（1962年）
- 東成瀬村立大柳小学校檜山台分校（1979年）
- 東成瀬村立岩井川小学校入道分校（1984年）
- 東成瀬村立東成瀬小学校〈旧〉（2001年統合により東成瀬村立東成瀬小学校〈新〉へ）[191]
- 東成瀬村立大柳小学校（同上）[191]
- 東成瀬村立岩井川小学校（同上）[191]
- 東成瀬村立椿川小学校（同上）[191]